# باز محمد احمدی
باز محمد احمدی، زاده در روستای پلیران شهرستان کشم استان بدخشان، معاون وزیر کشور در مبارزه با مواد مخدر افغانستان و والی (استاندار) پیشین بدخشان است. وی فرماندار پیشین استان غور بوده‌است. باز محمد احمدی تاجیکتبار و یک فرمانده میانی در جمعیت اسلامی افغانستان به رهبری برهان الدین ربانی و احمد شاه مسعود بوده‌است.
بازمیر احمدی
بازمیر احمدی یکی از فعالین مدنی ولایت بامیان است. آقای احمدی دانش آموخته حقوق در مقطع کارشناسی از دانشگاه بلخ می‌باشد. آقای احمدی حقوقدان، نویسنده، وکیل مدافع و فعال فرهنگی نیز می‌باشد. او بیش از ده سال در موسسات ملی و بین‌المللی فعالیت نموده است.